# Prêmio de Ciências do Bundestag Alemão
O Prêmio de Ciências do Bundestag Alemão (em alemão:  Wissenschaftspreis des Deutschen Bundestages) é um prêmio científico concedido pelo Bundestag.
O prêmio é concedido via de regra a cada dois anos, destinado a trabalhos científicos de destaque sobre o tema parlamentarismo, geralmente teses ou habilitações. O prêmio é dotado com 10 mil euros.

## Recipientes
- 1989:	Udo Di Fabio
- 1990:Werner Jann
- 1993: Hermann Butzer e Wolfgang Ismayr
- 1994: Thomas Kühne und Werner Josef Patzelt
- 1995: Wolfgang Demmler e Patrick Horst
- 1996: Frank Brettschneider e Philippe A. Weber-Panariello
- 1997: Martin Sebaldt
- 1999: Suzanne S. Schüttemeyer e Arnd Uhle
- 2001: Hans-Michael Kloth e Manfred Schwarzmeier
- 2003: Andreas Maurer
- 2006: Bernd Mertens
- 2008: Nino Galetti
- 2010: Dieter Düding
- 2012: Friederike Lange
- 2014: Benjamin Höhne e Tim Neu[1]